# Nurio
Nurio es una población del estado mexicano de Michoacán, que forma parte del municipio de Paracho en la región de la meseta Purépecha.

## Localización y demografía
Nurio se encuentra localizado en el noroeste del estado de Michoacán en la llamada meseta y al oeste del territorio municipal de Paracho. Sus coordenadas geográficas son 19°39′19″N 102°07′49″O / 19.65528, -102.13028 y a una altitud de 2 172 metros sobre el nivel del mar, su entorno es boscoso y se localiza al noreste del volcán Paricutín.
De acuerdo con el Censo de Población y Vivienda del 2020 llevado a cabo por el Instituto Nacional de Estadística y Geografía, Nurio tiene una población total de 4 299 habitantes, siendo 2 233 mujeres y 2 066 son hombres, siendo la segunda población del municipio.

## Actualidad
El 7 de marzo de 2021 se registró un incendio que causó graves daños en el principal monumento arquitéctonico de la población, el templo de Santiago Apóstol, célebre sobre todo por las pinturas que cubrían su techo; y cuyos daños fueron considerados de primer momento como incuantificables.